# Pontirolo Nuovo
Pontirolo Nuovo ist eine norditalienische Gemeinde (comune) mit 4914 Einwohnern (Stand 31. Dezember 2023) in der Provinz Bergamo in der Lombardei. Die Gemeinde wird von der Strada Statale 525 durchquert. Die Gemeinde liegt etwa 16 Kilometer südwestlich von Bergamo und etwa 45 Kilometer östlich von Mailand.
Der Name rührt von  Pons Aureoli („[neue] Brücke des Aureolus“) her.

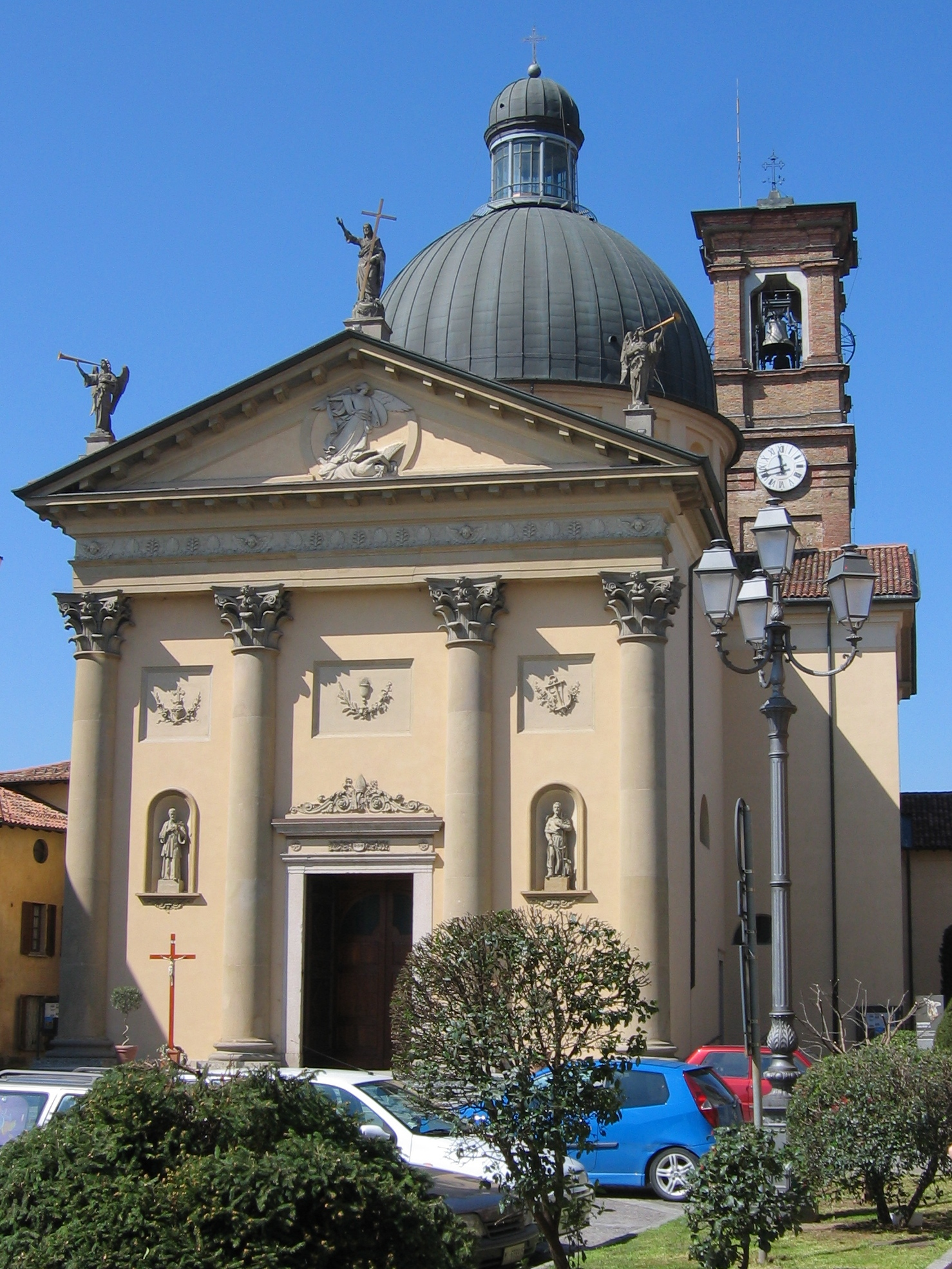
Die Hauptkirche
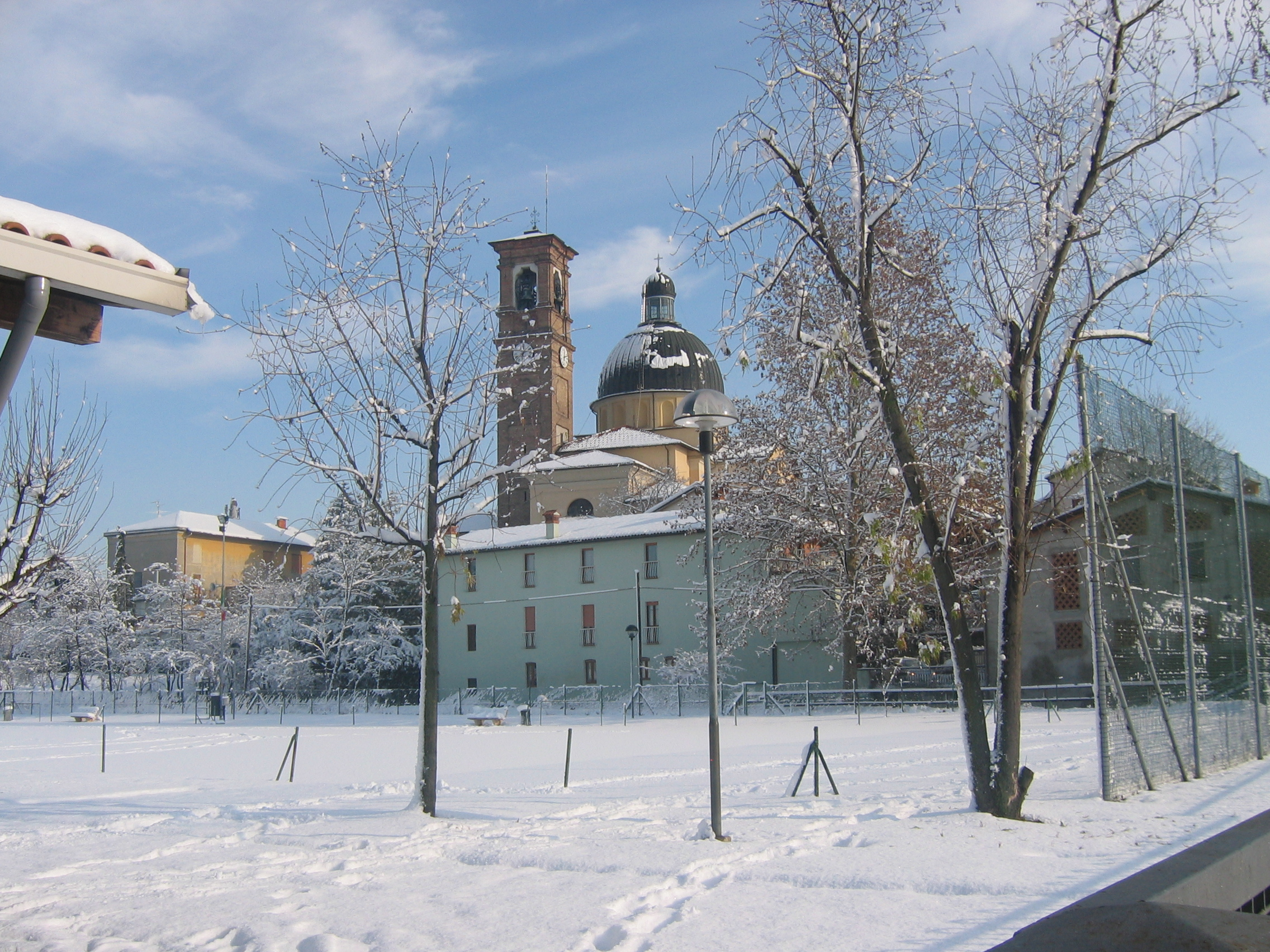
Sportanlagen vor der Kirche
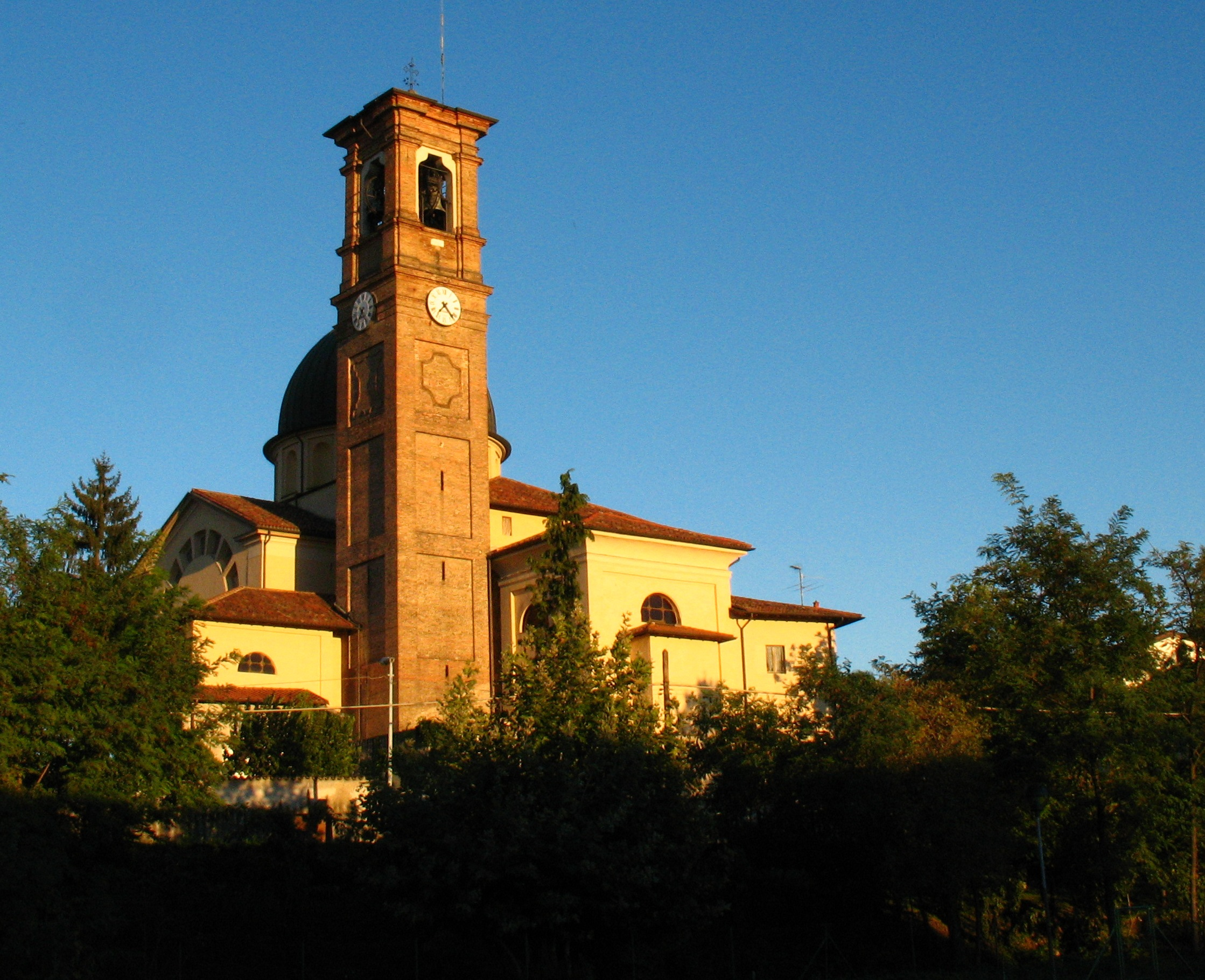
Campanile
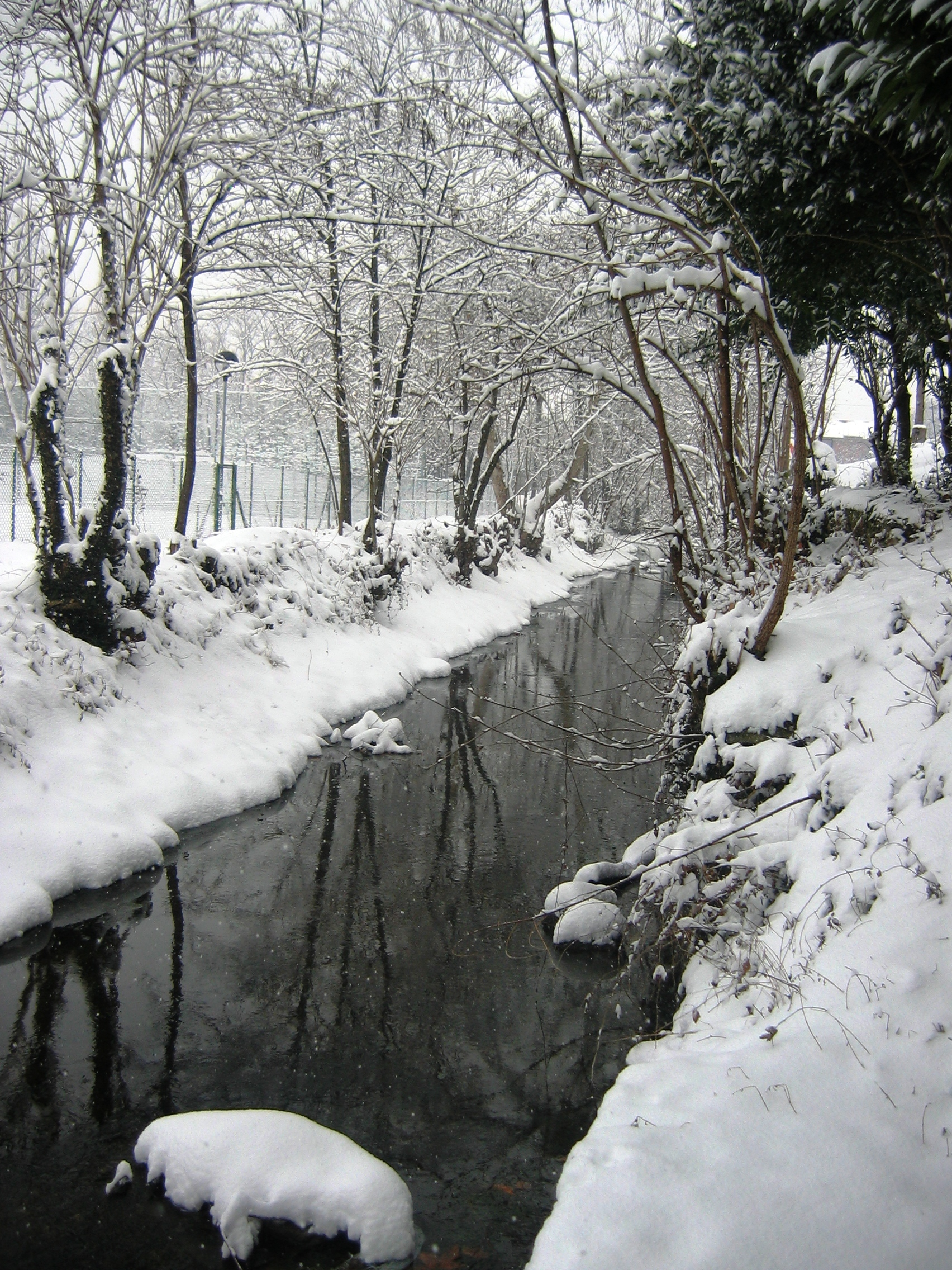
Bewässerungskanal (Roggia)